# Jochen Rücker
Jochen Rücker (* 30. Dezember 1944 in Bischofswerda) ist ein ehemaliger deutscher Fußballtorwart und -trainer.

## Karriere
Jochen Rücker kam über den VfL Kaltental und die SKG Botnang zur Amateurmannschaft der Stuttgarter Kickers. Am 7. Mai 1970 absolvierte er beim Heimspiel gegen die SpVgg Bayreuth sein einziges Spiel für die erste Mannschaft in der zweitklassigen Regionalliga Süd. 1970 wechselte er zum SV Sillenbuch und war später beim SG Schorndorf aktiv. Zwischen 1978 und 1983 hütete er 115 Mal das Tor der SpVgg 07 Ludwigsburg.
Als Trainer war Rücker zunächst nach seinem Karriereende 1983 in der Oberliga Baden-Württemberg bei der SpVgg 07 Ludwigsburg Assistent von Heinz Stickel, den er nach dessen Beurlaubung im April 1984 beerbte. Die Drittligamannschaft betreute er bis zum Sommer 1987, in der  Spielzeit 1985/86 gelang ihm mit der Mannschaft drei Punkte hinter dem als Vizemeister an der deutschen Amateurmeisterschaft teilnehmenden Freiburger FC der fünfte Tabellenplatz. Ab 1987 war er bei den Amateuren des VfB Stuttgart tätig, ab 1992 war er Torwarttrainer der beiden Herrenmannschaften des Vereins und wurde 2005 Mannschaftsbetreuer. 2011 beendete Rücker seine Tätigkeiten beim VfB.
Zudem war Rücker als Chauffeur von Gerhard Mayer-Vorfelder tätig.